# Heinrich Jungmann
Heinrich Jungmann (* 9. Dezember 1891 in Schwarzenholz; † 15. November 1964 in Völklingen) war ein saarländischer Politiker (CVP/CDU).
Nach der Volksschule und einer Lehre arbeitete Jungmann als Bergmann auf der Grube Gerhard in Püttlingen, wo er eine Prüfung zum Vollhauer ablegte. Von 1911 bis 1912 absolvierte er den Wehrdienst und war danach wieder als Bergmann tätig. 1913 kehrte er zum Militär zurück und wurde im Jahr darauf schwer verwundet.
Anschließend nahm er an einer Umschulung teil und trat in die Verwaltungsdienst ein. Ab 1916 war er bei der Stadt Völklingen als Bürogehilfe beschäftigt. An der Deutschen Staatsbürger- und Beamtenschule besuchte er in den Jahren 1917/18 einen Lehrgang. 1921 legte er die erste Verwaltungsfachprüfung ab, woraufhin er in demselben Jahr zum Beamten ernannt wurde. Die zweite Verwaltungsfachprüfung bestand Jungmann im Jahr 1925.
Jungmann beantragte am 29. April 1933 die Aufnahme in die NSDAP und wurde zum 1. Juni desselben Jahres aufgenommen (Mitgliedsnummer 2.691.857). Im Jahr 1939 wurde er aus politischen Gründen zunächst in den Ruhestand versetzt und im November des Jahres bei der Stadtverwaltung Pudewitz (Landkreis Posen) als Stadtinspektor dienstverpflichtet. 1945 trat er in den Ruhestand.
Jungmann war Mitglied der Christlichen Volkspartei des Saarlandes (CVP). In den Landtag des Saarlandes wurde er 1955 gewählt. Er war dort Mitglied im Ausschuss für Eingaben. 1959 vereinigte sich seine Fraktion, die seit 1957 die Bezeichnung Christlich-Soziale Union trug, mit der CDU-Fraktion. Jungmann schied 1961 aus dem Landtag aus.